# Schweizer Parlamentswahlen 2011
- Grüne: 15
- SP: 46
- EVP: 2
- GLP: 12
- CVP (inkl. CSP OW): 29
- BDP: 9
- FDP: 30
- MCG: 1
- Lega: 2
- SVP: 54

- Grüne: 2
- SP: 11
- GLP: 2
- CVP: 13
- BDP: 1
- FDP: 11
- Unabh.: 1
- SVP: 5

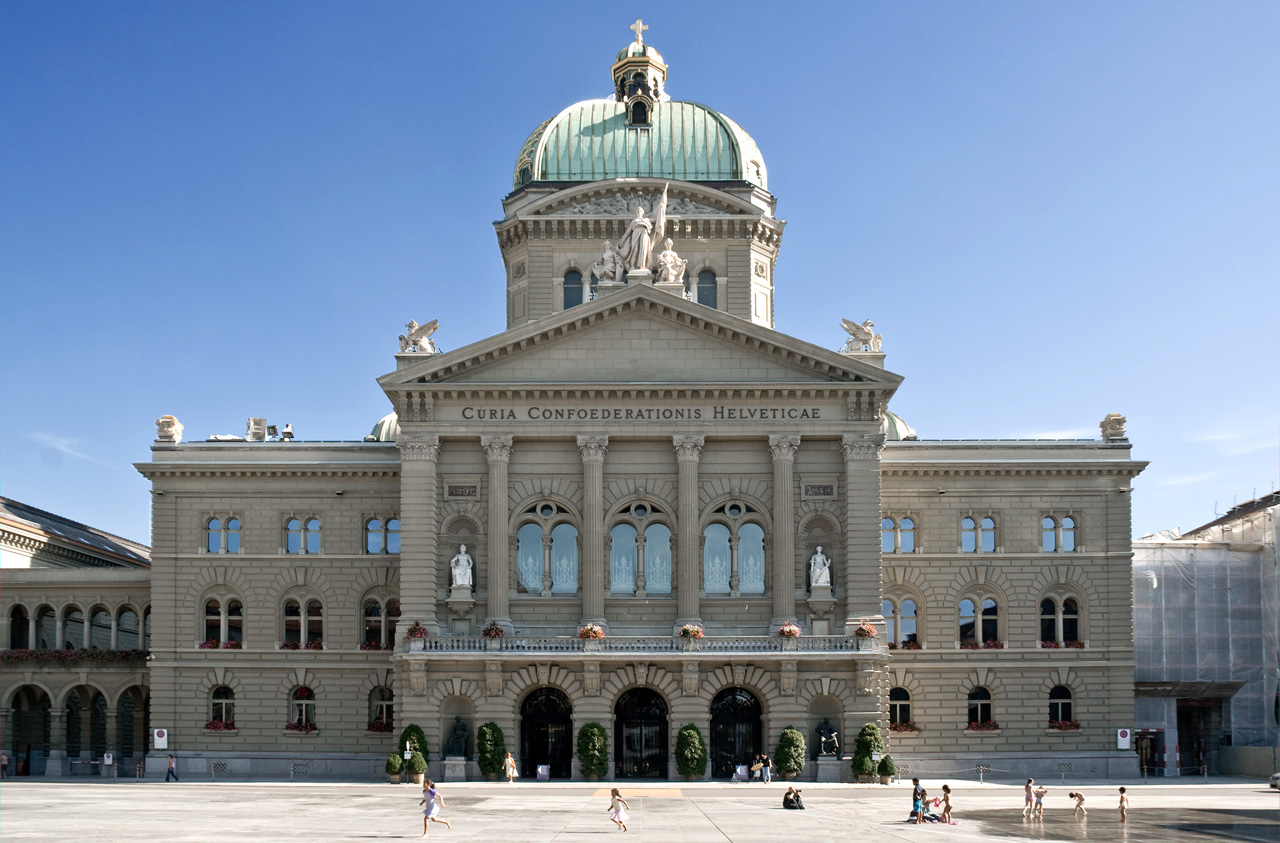
Der Sitz der beiden Parlamentskammern ist das Bundeshaus in Bern

Bei den Schweizer Parlamentswahlen 2011 wurden die 200 Mandate des Nationalrates sowie 45 der 46 Sitze im Ständerat neu besetzt. Zur Hauptsache fanden sie am 23. Oktober 2011 statt. Einige Ständeräte wurden in zweiten Wahlgängen bis zum 4. Dezember 2011 bestimmt.
Gewinnerinnen der Nationalratswahlen waren die Bürgerlich-Demokratische Partei (BDP), die sich 2008 von der Schweizerischen Volkspartei (SVP) abgespalten hatte, und die Grünliberalen (glp), die in den meisten Kantonen erstmals antraten. Sie erreichten beide 5,4 Prozent der Stimmen und zwölf (glp) respektive neun (BDP) Nationalratssitze. Wahlverliererin war die SVP, die neun Sitze abgeben musste, aber stärkste Partei blieb. Auch FDP, SP, CVP und die Grünen mussten Verluste einstecken. PdA und EDU verloren (vorübergehend) ihre parlamentarische Vertretung, während die Genfer Protestpartei MCG erstmals in den Nationalrat einziehen konnte.
Im Ständerat war die SP Wahlsiegerin, sie stellte neu elf Mitglieder in der kleinen Kammer, so viel wie nie zuvor in ihrer Parteigeschichte. FDP, CVP und SVP wurden in der kleinen Kammer dagegen geschwächt. Auch ein parteiloser Ständerat wurde gewählt.
Auf die Parlamentswahlen folgte am 14. Dezember 2011 die Gesamterneuerungswahl des Bundesrates.
Die 49. Legislaturperiode dauerte vier Jahre, bis zu den Parlamentswahlen 2015.

## Wahlmodus

### Nationalrat

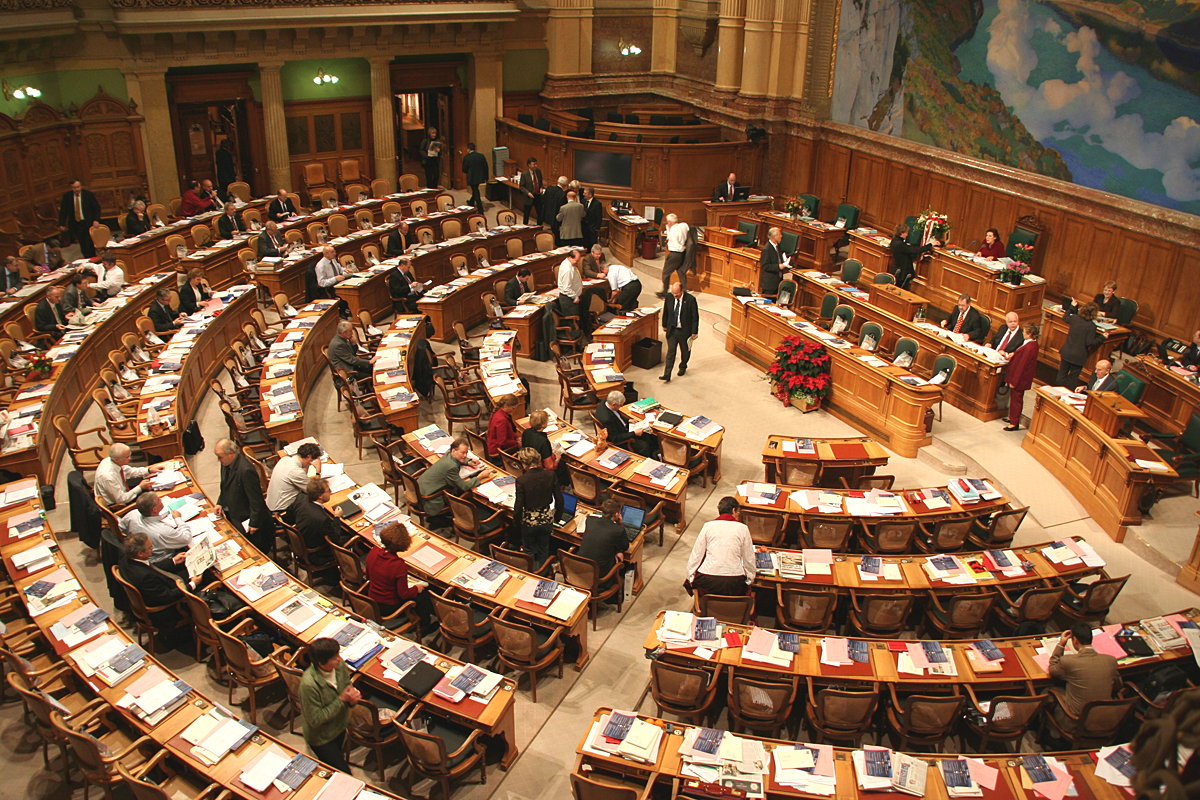
Nationalratssaal

Der Nationalrat – die grosse Kammer des Parlaments – wird seit 1919 nach dem Proporzwahlsystem gewählt. Die insgesamt 200 Sitze werden anhand der jeweiligen Einwohnerzahl auf die Kantone verteilt; so standen 2011 beispielsweise dem Kanton Zürich 34 Sitze zu, dem Kanton Basel-Stadt hingegen nur fünf. Die Bundesverfassung schreibt vor, dass jeder Kanton mindestens einen Vertreter in den Nationalrat entsendet. Jeder stimmberechtigte Bürger kann bei der Wahl so viele Kandidaten wählen, wie sein Kanton Mandate stellt. Gewählt wird auf Listen, wobei das Panaschieren und Kumulieren (höchstens zwei Stimmen für einen Kandidaten) möglich ist. In Kantonen mit nur einem Vertreter im Nationalrat findet keine Listenwahl, sondern eine Wahl nach dem Mehrheitsprinzip statt.
Parteien, Wählergruppen und -vereine sowie Einzelpersonen können Wahllisten bei den Kantonen eingeben. In grossen Kantonen kandidieren viele Parteien nicht nur mit einer Liste: eine Unterscheidung in geografischer («Partei XY Ost»/«Partei XY West») oder sozialer («Jungpartei XY»/«Partei XY 60+») Hinsicht wird häufig gemacht. Möglich ist auch das Führen von mehreren Listen, um politische Strömungen innerhalb einer Partei zu unterscheiden («Partei XY Ökologisch»/«Partei XY Liberal»). Solche differenzierten Listen werden in der Regel als Unterlisten miteinander verbunden. Daneben können auch zwei oder mehrere Parteien eine Listenverbindung eingehen. In diesem Fall wird bei der (ersten) Sitzzahlzuteilung die Listenverbindung als eine einzige Liste betrachtet.
Die Sitzzahlzuteilung erfolgt nach dem Hagenbach-Bischoff-Verfahren, einer Berechnungsvariante des D’Hondt-Verfahrens.

### Ständerat

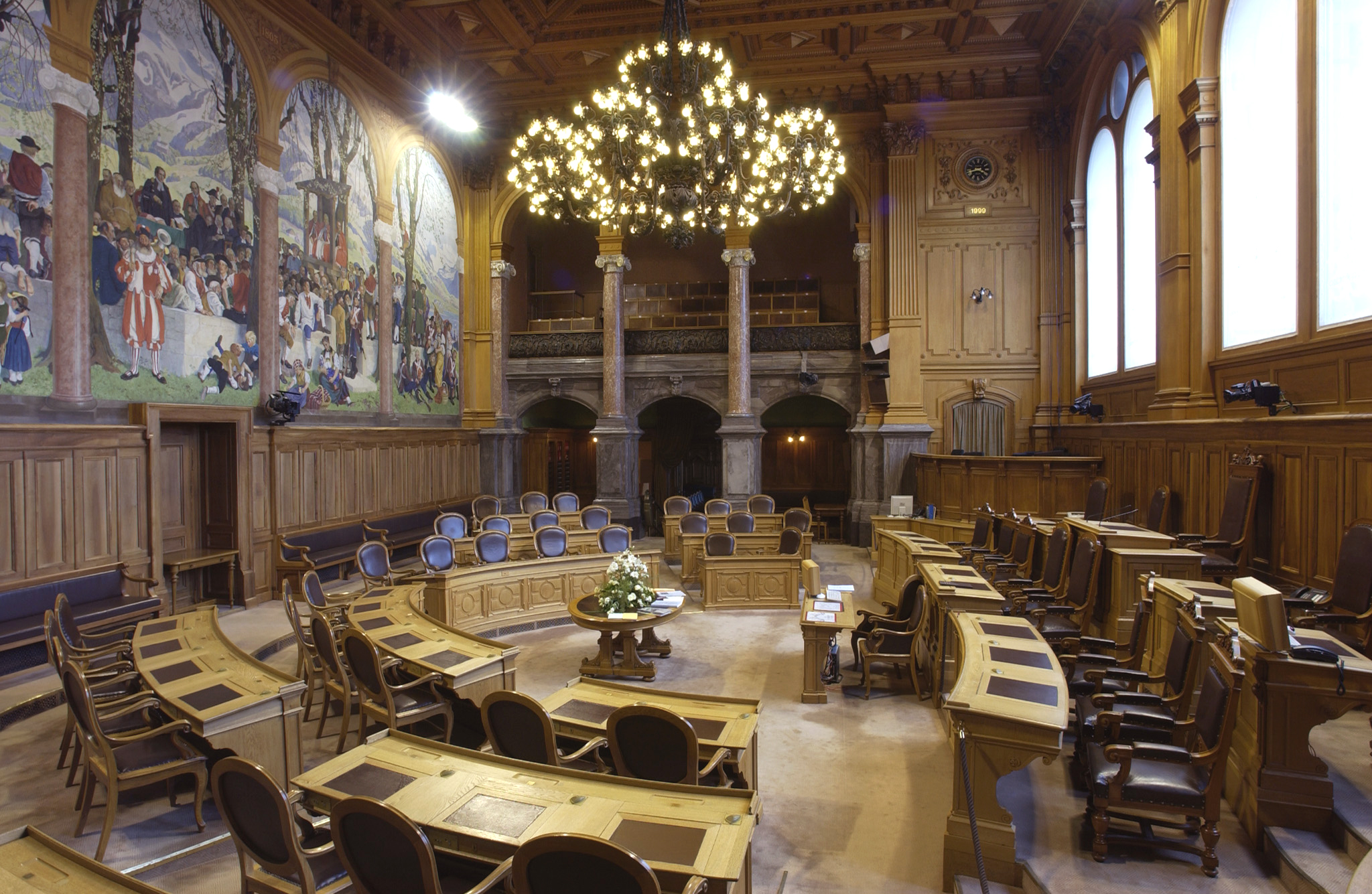
Ständeratssaal

Der Ständerat – die kleine Kammer des Parlaments – hat 46 Abgeordnete. Die Bundesverfassung bestimmt, dass jeder Kanton zwei Mandate in der kleinen Kammer des Parlaments stellt. Eine Ausnahme bilden jene Kantone, die vormals als Halbkantone aufgeführt wurden: Basel-Stadt, Basel-Landschaft, Obwalden, Nidwalden, Appenzell Ausserrhoden und Appenzell Innerrhoden entsenden nur einen Abgeordneten. Dadurch ist die Zahl von 46 Abgeordneten festgelegt.
Die Wahl und Amtsdauer der Ständeräte liegen in der Zuständigkeit der Kantone. Somit existiert de jure im Gegensatz zum Nationalrat keine Gesamterneuerungswahl, demzufolge auch keine konstituierende Sitzung und auch keine Alterspräsidenten. Jeder Kanton ist also frei darin, den Zeitpunkt der Wahl und das Wahlverfahren für seine Ständeratsmitglieder selbst festzulegen.
In der Zeit seit der Gründung der Eidgenossenschaft haben sich die Wahlverfahren zwischen den Kantonen soweit harmonisiert, dass bis auf den Kanton Appenzell Innerrhoden alle Ständeratssitze am selben Tag neu gewählt werden wie der Nationalrat. Die Ständeratswahlen richten sich nach kantonalem Recht: Als Wahlverfahren haben die meisten Kantone das Majorzwahlrecht festgelegt, wobei die Kandidierenden im ersten Wahlgang das (kantonal unterschiedlich berechnete) absolute Mehr erreichen müssen, in einem allfälligen zweiten Wahlgang gilt dann das einfache Mehr. Im Kanton Genf genügt im ersten Wahlgang ein qualifiziertes Mehr von einem Drittel. Die Kantone Jura und Neuenburg wählen nach dem Proporz. Im Kanton Glarus verfügen 16- und 17-Jährige über das aktive Wahlrecht auf kantonaler Ebene, sie können daher bei der Wahl des Ständerates mitbestimmen.
Für alle Kantone mit Majorzverfahren gilt zudem, dass bei Ausscheiden eines Ständeratsmitglieds eine Neuwahl angesetzt werden muss. Das so bestimmte neue Mitglied im Ständerat ist dann aber nur für die Dauer bis zur nächsten regulären Ständeratswahl gewählt. So wurde beispielsweise im Frühjahr 2011 im Kanton Bern Adrian Amstutz als neuer Ständerat gewählt, nachdem die Simonetta Sommaruga zur Bundesrätin gewählt worden war. Amstutz musste sich nun im Herbst 2011 der Wiederwahl stellen und schied aus. Aus demselben Grund werden bei Ständeratswahlen auch Stichwahlen nötig, falls weniger Kandidaten das absolute Mehr erreicht haben, als Sitze zu vergeben sind.

### E-Voting
Bei den Wahlen 2011 konnten erstmals 21'500 Auslandschweizer aus den Kantonen Aargau, Basel-Stadt, Graubünden und St. Gallen elektronisch wählen. Der Hauptgrund für die Einführung von E-Voting war die Tatsache, dass bei der Stimmabgabe im Ausland die Wahlzettel vielfach erst nach dem Wahltag eintreffen. In weiteren Kantonen sollte das E-Voting erst zu einem späteren Zeitpunkt eingeführt werden.

## Ausgangslage

### Parteienlandschaft
| Partei                                    | Politische Position                                             | Sitze 2011 (vor Neuwahl) | Sitze 2011 (vor Neuwahl) |
| Partei                                    | Politische Position                                             | Nationalrat              | Ständerat                |
| ----------------------------------------- | --------------------------------------------------------------- | ------------------------ | ------------------------ |
| Schweizerische Volkspartei (SVP)          | nationalkonservativ, teils wirtschaftsliberal, isolationistisch | 58 (29,0 %)              | 7 (15,2 %)               |
| Sozialdemokratische Partei (SP)           | sozialdemokratisch                                              | 41 (20,5 %)              | 8 (17,4 %)               |
| FDP.Die Liberalen (FDP)                   | liberal, Bürgerlich                                             | 35 (17,5 %)              | 12 (26,1 %)              |
| Christlichdemokratische Volkspartei (CVP) | christdemokratisch                                              | 31 (15,5 %)              | 14 (30,4 %)              |
| Grüne (GPS)                               | grün                                                            | 20 (10 %)                | 2 (4,3 %)                |
| Grünliberale (glp)                        | wirtschaftsliberal, gesellschaftsliberal, grün                  | 3 (1,5 %)                | 2                        |
| Bürgerlich-Demokratische Partei (BDP)     | bürgerlich-liberal                                              | 5                        | 1                        |

#### Schweizerische Volkspartei (SVP)
Bei den letzten Parlamentswahlen im Jahr 2007 hatte die SVP rund 29 Prozent Wähleranteil erlangt. Ihr Wahlkampf gestaltete sich sehr aggressiv: Mit ihrer Initiative «Für die Ausschaffung krimineller Ausländer» und ihren Schäfchenplakaten betrieb sie ein erfolgreiches Agenda Setting. Sie erklärte die Parlamentswahlen zu einer Nagelprobe für oder gegen den Verbleib von Christoph Blocher im Bundesrat. Gegner von Blochers Politik und Person warfen dem damaligen Bundesratsmitglied einen demagogischen Stil, Populismus und Fremdenfeindlichkeit vor.

#### Sozialdemokratische Partei (SP)
Eine weitere Veränderung gab es bei den Sozialdemokraten. Nachdem die Sozialdemokratische Partei bei den letzten Wahlen 3,8 Prozentpunkte verlor und einen Wähleranteil von 19,6 Prozent erreichte, trat ihr Präsident Hans-Jürg Fehr zurück. Als Nachfolger von Fehr wurde der Freiburger Nationalrat und Gewerkschafter Christian Levrat gewählt.
Die Jungpartei, die JungsozialistInnen Schweiz (Juso), die bisher wie die anderen Jungparteien kaum in die mediale Erscheinung getreten ist, wählte im April 2008 den Aargauer Cédric Wermuth in ihr Parteipräsidium. In den ersten drei Monaten erreichte die Juso durch provokante Aktionen eine grosse mediale Präsenz. Verschiedene Jungsozialisten wurden zwischen 2007 und 2011 in verschiedene Ämter gewählt und verhalfen der Mutterpartei Parlamentswahlen auf kommunaler und kantonaler Ebene zu gewinnen (+3 Sitze im Kanton Luzern, +3 Sitze in der Stadt Arbon) oder die Sitzzahl zu halten (Kanton Zürich).

#### FDP.Die Liberalen
Die Liberale Partei der Schweiz (LPS) war eine wirtschaftsliberale Partei, die vor allem in der Romandie vertreten war. Nach den Parlamentswahlen 2003 erreichte die LPS nur noch vier Nationalratsmandate und verfehlte die nötigen fünf Mandate um eine eigene Fraktion bilden zu können. 2005 gaben der LPS-Präsident Claude Ruey und der FDP-Präsident Fulvio Pelli die Gründung der «Union der Freisinnigen und Liberalen» bekannt. Am 1. Januar 2009 fusionierte die FDP Schweiz mit der LPS zur FDP.Die Liberalen. Im Parlament gewann sie dadurch vier Nationalratsmandate.

### Veränderungen in der parteipolitischen Zusammensetzung seit 2007
Von den Schweizer Parlamentswahlen 2007 bis zu den Wahlen 2011 kam es in der parteipolitischen Zusammensetzung des Parlaments zu folgenden Veränderungen (durch Parteiübertritte und durch Ersatzwahlen für verstorbene oder zurückgetretene Ständeräte):
| Partei | Nationalrat       | Nationalrat                | Nationalrat                | Nationalrat | Ständerat                  | Ständerat                  | Ständerat |
| Partei | Wähleranteil 2007 | Sitzzahl 2007 (Sitzanteil) | Sitzzahl 2011 (Sitzanteil) | Δ           | Sitzzahl 2007 (Sitzanteil) | Sitzzahl 2011 (Sitzanteil) | Δ         |
| ------ | ----------------- | -------------------------- | -------------------------- | ----------- | -------------------------- | -------------------------- | --------- |
| SVP    | 29,0 %            | 62 (31 %)                  | 59 (29,5 %)                | –32,5       | 7 (15,2 %)                 | 7 (15,2 %)                 | ±0a,c     |
| SP     | 19,6 %            | 43 (21,5 %)                | 41 (20,5 %)                | –23,4       | 9 (19,6 %)                 | 8 (17,4 %)                 | –1c       |
| FDP    | 15,8 %            | 31 (15,5 %)                | 35 (17,5 %)                | +41         | 12 (26,1 %)                | 12 (26,1 %)                | ±0        |
| CVP    | 14,5 %            | 31 (15,5 %)                | 30 (15,0 %)                | –15         | 15 (32,6 %)                | 14 (30,4 %)                | –1b       |
| Grüne  | 9,6 %             | 20 (10,0 %)                | 20 (10,0 %)                | ±0          | 2 (4,3 %)                  | 2 (4,3 %)                  | ±0        |
| BDP    | 0,0 %             | 0 (0,0 %)                  | 5 (2,5 %)                  | +52,3       | 0 (0,0 %)                  | 1 (2,2 %)                  | +1a       |
| LPS    | 1,9 %             | 4 (2,0 %)                  | 0 (0,0 %)                  | –41         |                            |                            |           |
| glp    | 1,4 %             | 3 (1,5 %)                  | 3 (1,5 %)                  | ±0          | 1 (2,2 %)                  | 2 (4,3 %)                  | +1b       |
| EVP    | 2,4 %             | 2 (1,0 %)                  | 2 (1,0 %)                  | ±0          |                            |                            |           |
| EDU    | 1,3 %             | 1 (0,5 %)                  | 1 (0,5 %)                  | ±0          |                            |                            |           |
| PdA    | 0,7 %             | 1 (0,5 %)                  | 0 (0,0 %)                  | –16         |                            |                            |           |
| AL     | 0,0 %             | 0 (0,0 %)                  | 1 (0,0 %)                  | +16         |                            |                            |           |
| Lega   | 0,6 %             | 1 (0,5 %)                  | 1 (0,5 %)                  | ±0          |                            |                            |           |
| CSP    | 0,4 %             | 1 (0,5 %)                  | 1 (0,5 %)                  | ±0          |                            |                            |           |
| Übrige | 5,6 %             | 0                          | 1                          | +14         |                            |                            |           |

| Nationalrat 1 Am 1. Januar 2009 fusionierten die FDP und die LPS zu FDP.Die Liberalen. 2 Am 1. November 2008 spaltete sich die BDP von der SVP ab. Zu Beginn konnte sie auf vier Nationalräte zählen. 3 Bei der Ersatzwahl für den zurückgetretenen SP-Politiker Werner Marti aus dem Kanton Glarus (Einerwahlkreis) eroberte die BDP am 8. Februar 2009 mit Martin Landolt ihr fünftes Nationalratsmandat und bildet seither eine eigene Fraktion. 4 Am 16. November 2010 verliess Ricardo Lumengo (SP/Bern) wegen der Affäre um vorgeworfene Wahlfälschung die Partei wie auch die Fraktion. 5 Am 16. Januar 2011 verliess Thomas Müller (CVP/St. Gallen) seine Partei und wechselte zur SVP. 6 Josef Zisyadis, der bisher die PdA vertrat, wechselte am 29. Mai 2010 zur neu gegründeten Alternativen Linke. | Ständerat a Am 1. November 2008 spaltete sich die BDP von der SVP ab. So wurde Werner Luginbühl das einzige Mitglied der BDP-Fraktion im Ständerat. b Hansruedi Stadler (CVP/Uri) trat per 31. Mai 2010 als Ständerat zurück. Am 25. April 2010 wurde der Parteilose Markus Stadler im zweiten Wahlgang zu seinem Nachfolger gewählt. Nach seiner Wahl wollte er als Parteiloser der CVP/EVP/glp-Fraktion beitreten. Diese verlangte von ihm, dass er auch einer der drei in der Fraktion zusammengeschlossenen Parteien beitrete. Stadler entschied sich vier Tage später für die Grünliberale Partei. c Weil Ständerätin Simonetta Sommaruga (SP/Bern) in den Bundesrat gewählt wurde, fand anfangs 2011 eine Ersatzwahl statt. Bei der Stichwahl vom 5. März 2011 gelang Adrian Amstutz (SVP) mit knappem Vorsprung auf die SP-Vertreterin Ursula Wyss die Wahl in den Ständerat. Für die zurückgetretenen bzw. verstorbenen bzw. in den Bundesrat gewählten Ständeräte Gisèle Ory (SP/Neuenburg), Fritz Schiesser (FDP/Glarus), Ernst Leuenberger (SP/Solothurn) und Didier Burkhalter (FDP/Neuenburg) fanden Ersatzwahlen statt. Die Parteien konnten ihren Sitz jeweils verteidigen, mit Didier Berberat (SP/Neuenburg), Pankraz Freitag (FDP/Glarus), Roberto Zanetti (SP/Solothurn) und Raphaël Comte (FDP/Neuenburg). |

### Parlamentsstudien
Eine Studie des Inkassounternehmens Credita zur Mitgliedschaft von Parlamentsmitgliedern in Verwaltungs- und Stiftungsräten legte ein rasches Wachstum während der laufenden Legislatur nahe. Insgesamt vertraten die 246 National- und Ständeräte 2045 solcher Mandate zum Stichtag der Untersuchung. Mit 583 derartigen Mandaten bzw. 12,1 pro Kopf liegt die FDP-Fraktion an der Spitze, gefolgt von der CVP/EVP/glp-Fraktion mit 565 Mandaten bzw. 10,9 pro Kopf. Die Fraktionen der SVP und der SP folgen mit einigem Abstand. 62 Prozent des vertretenen Kapitals ist in der CVP/EVP/glp-Fraktion angesiedelt, 29 Prozent in jener der FDP. SVP und BDP vertreten je 4 Prozent, die SP 1 Prozent. Ein Ständerat kumuliert sowohl mehr Mandate und Kapital als ein Nationalrat, gleiches gilt auch für einen Mann im Vergleich zu einer Frau im Parlament.
Eine weitere Untersuchung der Universität Zürich verglich das Stimmverhalten der Nationalräte mit den Angaben zu Positionen, die im Wahlkampf gemacht worden waren. Die Auswertung zeigte eine Übereinstimmung von 94 Prozent bei der SPS und von 92 bei der GPS. Bei der SVP liegt der Wert bei 86 Prozent, bei der FDP bei 81 Prozent. Am geringsten an ihre Wahlversprechen halten sich die CVP-Mitglieder, wo 26 Prozent der überprüften Aussagen abweichende vom Stimmverhalten waren. Die Studie legte nahe, dass neu gewählte Politiker eine von der Partei unabhängige geringere Übereinstimmung haben.
Eine dritte Untersuchung des Abstimmungsverhaltens im Nationalrat beurteilte die Parteien und Politiker/Politikerinnen gemäss ihrer Liberalität bei rund 500 relevanten Entscheidungen. Sie kommt zum Schluss, dass in Wirtschaftsfragen die FDP am liberalsten stimmt, in Gesellschaftsfragen indes die GPS die liberalste Partei ist. Am wirtschaftsliberalsten ist Markus Hutter (FDP/ZH), am gesellschaftsliberalsten Christa Markwalder (FDP/BE). Ihre klarsten Gegenspieler sind Josef Zisyadis (PdA/VD) und Andreas Brönnimann (EDU/BE).

## Trends in der Wählerschaft

### Analyse der Nationalratswahlen 2007
Die Selects-Nachbefragung legte zwei Dimensionen des politischen Konfliktes in der Schweiz offen: Zentral ist die Identitätsfrage zwischen national abgeschlossener und international integrierter Schweiz. Sie überlagert die vormals wichtigste Frage zwischen rechts und links, die sich aus dem Verhältnis von Markt und Staat ergab.
Die Wählerschaft der SVP neigt am klarsten zum binnenorientierten Pol, gefolgt von jener der CVP. Wer GPS oder SP wählt, ist eher aussenorientiert, während die FDP-Wählerschaft auf dieser Dimension nicht eindeutig ausgerichtet ist.
Rechts stehen die Wählerschaften von SVP und FDP, minimal rechts der Mitte ist die Wählerbasis der CVP. Links stehen die Wählerschaften von GPS und SP.

### Neue Wahlumfragen
Während der ganzen Legislatur fanden periodisch Wählerumfragen auf der Basis von Repräsentativ-Befragungen statt. Es gibt zwei Serien, je eine vom Forschungsinstitut gfs.bern resp. von Isopublic. Sie zeigen zahlreiche Gemeinsamkeiten, beispielsweise bei der glp und BDP, die zulegen, bei FDP, die sich bisher hält, und bei CVP, SP und GPS, die leicht verlieren. Unterschiede gibt es bei der SVP, die gemäss gfs.bern leicht zulegen, nach Isopublic verlieren würde. Erfahrungsgemäss schwanken die Wählerbefragungen bis zum Schluss aufgrund von Mobilisierungs- und Wechslereffekten.
| Institut                        | Datum      | SVP    | SP     | FDP    | CVP    | Grüne  | EVP   | glp   | EDU   | BDP   |
| ------------------------------- | ---------- | ------ | ------ | ------ | ------ | ------ | ----- | ----- | ----- | ----- |
| Ergebnis der Nationalratswahlen | 21.11.2007 | 29,0 % | 19,6 % | 17,7 % | 14,5 % | 9,6 %  | 2,4 % | 1,4 % | 1,1 % | –     |
|                                 |            |        |        |        |        |        |       |       |       |       |
| Isopublic                       | 18.06.2011 | 28,7 % | 18,6 % | 13,9 % | 13,2 % | 9,9 %  | 1,0 % | 8,0 % | 1,0 % | 3,7 % |
| gfs.bern                        | 29.07.2011 | 27,4 % | 18,5 % | 16,1 % | 15,0 % | 10,1 % | 1,7 % | 4,6 % | 1,7 % | 2,9 % |
| Demoscope                       | 18.08.2011 | 24,8 % | 19,5 % | 17,8 % | 12,4 % | 9,9 %  | k. A. | 7,2 % | k. A. | 3,0 % |
| gfs.bern                        | 28.08.2011 | 28,0 % | 20,5 % | 15,6 % | 14,5 % | 9,5 %  | 1,6 % | 4,5 % | 1,0 % | 3,1 % |
| isopublic                       | 26.09.2011 | 28,2 % | 20,3 % | 15,7 % | 14,2 % | 9,8 %  | k. A. | 5,2 % | k. A. | 3,2 % |
| gfs.bern                        | 04.10.2011 | 29,3 % | 19,9 % | 15,2 % | 14,2 % | 9,3 %  | k. A. | 4,9 % | k. A. | 3,6 % |

### Kantonale Parlamentswahlen
| Partei                              | Nationalratswahl 2007 in Prozent | Kantonsparlamente 2007 | Kantonsparlamente 2007 | Kantonsparlamente 2011 | Kantonsparlamente 2011 |
| Partei                              | Nationalratswahl 2007 in Prozent | absolut                | relativ                | absolut                | relativ                |
| ----------------------------------- | -------------------------------- | ---------------------- | ---------------------- | ---------------------- | ---------------------- |
| Schweizerische Volkspartei          | 29,0                             | 568                    | 20,7                   | 563                    | 21,6                   |
| Sozialdemokratische Partei          | 19,6                             | 535                    | 19,5                   | 445                    | 17,1                   |
| FDP.Die Liberalen                   | 17,7                             | 550                    | 20,1                   | 503                    | 19,3                   |
| Christlichdemokratische Volkspartei | 14,5                             | 558                    | 20,4                   | 482                    | 18,5                   |
| Grüne Partei                        | 9,6                              | 190                    | 6,9                    | 201                    | 7,7                    |
| Grünliberale Partei                 | 1,4                              | 10                     | 0,4                    | 51                     | 2,0                    |
| Bürgerlich-Demokratische Partei     | 0,0                              | 0                      | 0,0                    | 75                     | 2,9                    |

Die Unterschiede zwischen den Anteile auf nationaler und kantonaler Ebenen haben verschiedene Gründe. Wichtig ist, dass die Mobilisierung bei kantonalen Wahlen geringer ist als bei nationalen. Von der erhöhten Beteiligung bei Nationalratswahlen profitiert vor allem die SVP. Daneben ist zu bemerken, dass einige Parteien in kleineren Kantonen – beispielsweise die Freisinnigen im Kanton Appenzell Ausserrhoden – traditionell stark sind. Weiter werden die kantonalen Parlamente unterschiedlich gewählt: Im Kanton Appenzell Ausserrhoden wird Majorzverfahren gewählt, im Kanton Appenzell Innerrhoden sind Parlamentarier mehrheitlich parteilos.
Die Übersicht über gewonnene und verlorene Wähleranteil in den Kantonen hat den Vorteil, frei von Einflüssen der Umrechnung von Stimmen auf Sitze zu sei, welche tendenziell die grossen Parteien begünstigen. Entsprechend fallen die Werte etwas deutlicher Aus. An Wählenden zugelegt haben die neuen Parteien BDP und glp, sowie, beschränkt, die SVP. Verloren haben die fusionierten FDP und LP, die SP und die CVP. Beschränkt gilt dies auch für die EVP. Das bedeutet, dass nach Jahren der Polarisierung der Parteiensystem jetzt das Zentrum neu aufgemischt wird.
Häufig vertreten wird die Ansicht, die Zürcher Kantonalwahlen, sechs Monate vor den eidgenössischen, setzten den Trend. Daran ist richtig, dass in den letzten 4 Wahlperioden jene Parteien, die in Zürich mindestens 1 Prozent hinzugewannen oder verloren, national ebenfalls Sieger oder Verlierer waren. Aufgrund der Ergebnisse 2011 im grössten Kanton der Schweiz spricht dies für Wahlgewinne der glp und BDP, während FDP, CVP, allenfalls auch EVP mit Verlusten rechnen müssen. Allerdings ist Vorsicht mit solchen Analogien angesagt, weil die Wahlbeteiligung bei nationalen Wahlen deutlicher höher ist als bei kantonalen, auch bei den zürcherischen.

## Rücktritte

### Nationalrat
38 Nationalräte gaben ihren Rücktritt auf Ende Legislatur bekannt.
| Schweizerische Volkspartei | Sozialdemokratische Partei | FDP.Die Liberalen |
| --- | --- | --- |
| - J. Alexander Baumann (Thurgau) - Peter Föhn (Schwyz) - Lieni Füglistaller (Aargau) - Walter Glur (Aargau) - Josef Kunz (Luzern) - Theophil Pfister (St. Gallen) - Hans Rutschmann (Zürich) - Simon Schenk (Bern)                               | - Mario Fehr (Zürich) - Christine Goll (Zürich) - Andrea Hämmerle (Graubünden) - Fabio Pedrina (Tessin) - Jean-Claude Rennwald (Jura) - Jean-Charles Rielle (Genf) - Doris Stump (Aargau) - Anita Thanei (Zürich) | - Fabio Abate (Tessin) - Martine Brunschwig Graf (Genf) - Eduard Engelberger (Nidwalden) - Charles Favre (Waadt) - Hans Rudolf Gysin (Basel-Landschaft) - Marianne Kleiner (Appenzell Ausserrhoden) - Werner Messmer (Thurgau) - Claude Ruey (Waadt) - Georges Theiler (Luzern) - Pierre Triponez (Bern) |
| Christlichdemokratische Volkspartei | Grüne Partei | Andere |
| - Elvira Bader (Solothurn) - Sep Cathomas (Graubünden) - Arthur Loepfe (Appenzell Innerrhoden) - Thérèse Meyer-Kaelin (Freiburg) - Meinrado Robbiani (Tessin) - Chiara Simoneschi-Cortesi (Tessin) - Reto Wehrli (Schwyz) - Markus Zemp (Aargau) | - Daniel Brélaz (Waadt) - Therese Frösch (Bern) | Bürgerlich-Demokratische Partei - Brigitta Gadient (Graubünden) Alternative Linke - Josef Zisyadis (Waadt) |

André Daguet (SP/Bern) trat im Wahljahr zurück und wurde durch Corrado Pardini ersetzt. Thomas Müller (CVP/St. Gallen) trat zu den Nationalratswahlen 2011 wieder an, aber für die SVP.

### Ständerat
12 Ständeräte gaben ihren Rücktritt auf Ende Legislatur bekannt.
| FDP.Die Liberalen | Christlichdemokratische Volkspartei                                                 | Schweizerische Volkspartei                                                                 |
| --- | ----------------------------------------------------------------------------------- | ------------------------------------------------------------------------------------------ |
| - Peter Briner (Schaffhausen) - Rolf Büttiker (Solothurn) - Erika Forster (St. Gallen) - Helen Leumann (Luzern) - Dick Marty (Tessin) - Rolf Schweiger (Zug) | - Hansheiri Inderkum (Uri) - Theo Maissen (Graubünden) - Philipp Stähelin (Thurgau) | - Christoffel Brändli (Graubünden) - Hermann Bürgi (Thurgau) - Maximilian Reimann (Aargau) |

Ständerätin Simonetta Sommaruga (SP/Bern) wurde 2010 in den Bundesrat gewählt. Zu ihrem Nachfolger wurde am 6. März 2011 Adrian Amstutz (SVP) gewählt.
Die SVP des Kantons Aargau nominierte den bisherigen Ständerat Maximilian Reimann nicht mehr für die kleine Kammer. An seiner Stelle kandidierte Nationalrat Ulrich Giezendanner für den Ständerat.

## Parteien

### Kandidaturen
Die vier traditionellen Bundesratsparteien SVP, SP, FDP und CVP traten jeweils in allen 20 Kantonen an, die mehrere Personen in den Nationalrat wählen; die Grünen in allen Mehrpersonenwahlkreisen ausser im Kanton Schaffhausen. Alle diese Parteien traten zudem in mehreren der sechs Einpersonen-Majorz-Kantonen an. Die Grünen präsentierten sich zum ersten Mal in ihrer Parteigeschichte im Kanton Jura, in Appenzell Innerrhoden gab es zum ersten Mal einen SP-, in Nidwalden zum ersten Mal einen SVP-Kandidaten für den Nationalrat.
Bezüglich Ständeratswahl wurden folgende Kandidaturen aufgestellt: Die FDP trat in 22 Kantonen mit insgesamt 25 Kandidaten für den Ständerat an. Die SP hatte in 20 Kantonen 23 Kandidierende, die CVP in ebenfalls 20 Kantonen zweiundzwanzig. Für die SVP stellten sich in 19 Kantonen 22 Personen zur Wahl. Gegen den Willen seiner Partei und neben einem offiziellen Kandidat trat der abtretende Nationalrat Lieni Füglistaller im Kanton Aargau an. Im Kanton Tessin unterstützten SVP und Lega dei Ticinesi gemeinsam den parteilosen ehemaligen Freisinnige Sergio Morisoli. Für die Grünen kandidierten 17 Kandidierende in 14 Kantone.
In einigen Kantonen schickten die fünf grossen Parteien (SVP, SP, FDP, CVP, Grüne) mehrere regionale Listen ins Rennen für die Nationalratswahlen, die SP hatte in Bern und Neuenburg separate Männer- und Frauenlisten. Die entsprechenden Jungparteien traten in den meisten Kantonen auf eigenen Listen an. Zudem gab es bei diesen Parteien vereinzelt Listen für Senioren, Auslandschweizer, Secondos oder Unternehmer sowie Listen mit speziellen Themenschwerpunkten (beispielsweise Umweltlisten der FDP). In einigen Kantonen existieren aus geschichtlichen oder inhaltlichen Gründen mehrere kantonale Parteien innerhalb einer schweizerischen Partei (beispielsweise LDP Basel, Grünalternative Bern oder CSP Oberwallis); diese Gruppierungen kandidierten auch separat. Wann immer eine Partei mehrere Listen hatte, bestanden zwischen diesen Listen Listenverbindungen oder Unterlistenverbindungen, daher schadet es bei der Berechnung der Sitzverteilung nicht, dass sich die Stimmen für eine Partei auf mehrere Listen aufteilten.
Die BDP stellte sich in achtzehn Kantonen zur Wahl, die Grünliberalen in vierzehn. Die BDP kandidierte überall zum ersten Mal, die Grünliberalen in allen Kantonen ausser in Zürich und St. Gallen. Beide Parteien, besonders aber die glp, waren dabei in den Kantonen unterschiedlichste Listenverbindungen eingegangen, um so zusätzliche Sitze gewinnen zu können.
Die beiden evangelischen Kleinparteien EVP und EDU traten in dreizehn respektive elf Kantonen zur Wahl an. Auch sie hatten vereinzelt Jugend- oder Zukunftslisten. Was die Listenverbindungen angeht, so spannte die EVP meist mit CVP, glp, und/oder BDP zusammen, vereinzelt auch mit den linken Parteien. Die EDU war in den meisten Kantonen mit der SVP verbunden.
Aufseiten der linken Kleinparteien präsentierten sich die drei Parteien Alternative Linke, Partei der Arbeit und SolidaritéS. Unter diesen dreien Parteien gab es in der Romandie, im Tessin, in Zürich, Bern und Schaffhausen diverse Kombinationen. Manchmal kandidierte nur eine einzige Partei (etwa AL im Wallis), manchmal trat eine gemeinsame Liste zweier Gruppierungen an (Liste PdA/Sol in Neuenburg, AL/Sol in Genf), manchmal gab es separate Kandidaturen der einzelnen Parteien (in Bern etwa je eine Liste von PdA und AL); in einigen Kantonen gab Unterlistenverbindungen zwischen verschiedenen links-radikalen Listen, in anderen nicht. Teilweise bestanden Listenverbindungen der radikalen Linken mit SP und Grünen.
Die Grünliberalen, BDP, EVP, EDU und die linken Kleinparteien hatten jeweils in drei oder vier Kantonen Ständeratskandidaten, darunter waren zwei bisherige glp-Ständeräte und ein bisheriger BDP-Ständerat.
Die links-christliche CSP trat in Freiburg, Zug und Zürich an. Im Einpersonenkanton Obwalden kandidierte erstmals die mit keiner schweizerischen Partei verbunden Christlichsoziale Partei Obwalden, der dortige Kandidat Karl Vogler kündigte an, sich der CVP-Fraktion anzuschliessen, sollte er gewählt werden, was er nach seiner Wahl auch tat.
Von den rechten Kleinparteien kandidierten die Protestparteien Lega dei Ticinesi im Tessin und das Mouvement citoyens romands in Genf und der Waadt. Die Schweizer Demokraten hatten in sechs Kanton Listen eingereicht. Die rechtsextreme Partei National Orientierter Schweizer, die 2003 schon einmal kandidiert hatte, stellte in Bern und der Waadt Kandidaten. Die Auto-Partei nahm zum ersten Mal seit ihrer Gründung 1985 nicht mehr an den Wahlen teil.
Es gab einige seit den vorangegangenen Wahlen neu gegründete kleinere Gruppierungen die in mehreren Kantonen Listen einreichten: die Piratenpartei (sieben Kantone), die Sozial-Liberale Bewegung (Bern und Aargau), die Tierpartei (vier Kantone) und parteifrei.ch, das sich als Plattform für parteilose Kandidaten versteht (sechs Kantone). Zudem kandidieren in verschiedenen Kantonen diverse Lokalparteien, Splittergruppen oder Ein-Personen-Listen.
In je zwei Kantonen gab es Ständeratskandidaturen des Mouvement citoyens und von parteifrei.ch, verschiedene Gruppierungen nominierten je einen Kandidaten, ausserdem wollten verschiedene parteilose Bürger (am bekanntesten der Unternehmer Thomas Minder, der dann auch tatsächlich gewählt wurde und in die SVP-Fraktion eintrat) in den Ständerat.

## Wahlkampf
Verantwortlich für die Durchführung der Wahlen ist die Bundeskanzlei, in Zusammenarbeit mit den Staatskanzleien in den Kantonen. Der Wahlkampf wird traditionellerweise unterschieden in Vor-, Haupt- und Schlusswahlkampf. In jüngster Zeit findet eine Ausweitung des Vorwahlkampfes im Sinne es permanenten Wahlkampfes statt.
Schweizer Wahlkämpfe sind nur schwach reguliert. So müssen weder Parteien noch Kandidaten ihre Wahlkampfausgaben verbindlich offenlegen. Neu wurde durch den Bundesrat festgehalten, das Plakate mit den Regierungsmitgliedern untersagt sind, während Auftritt der Mitglieder an Parteiveranstaltungen erlaubt sind, wenn dabei Themen des Bundesrates behandelt werden. Zudem untersagte die Stadtberner Regierung Demonstrationen von Parteien in der Stadt in den letzten vier Wochen vor dem Wahltag; den interessierten Parteien SVP und SP wurden Termine im weiteren Vorfeld angeboten. Hintergrund der Entscheidung waren die schweren Ausschreitungen, zu denen es am 6. Oktober 2007 bei der Manifestation in Bern zwischen der SVP und dem Schwarzen Block gekommen war.

### Vorwahlkampf
Der Bundesrat eröffnete die Wahl formell am 29. Oktober 2010 mit einem Kreisschreiben an die Kantone zur Sitzzahl und zu verbindlichen Terminen für die Wahlvorbereitungen. Informiert wird auch über das Auszählprozedere und das Beschwerdewesen. Der informelle Vorwahlkampf entsteht in der Regel im gleichen Zeitraum. Er zeigt sich insbesondere daran, dass die Parteien ihr Verhalten vermehrt auf den Wahltag und die Wähleransprache verlegen.

Bei der Ausschaffungsinitiative wurde der Röstigraben wieder deutlich

Bestimmt wurde der Vorwahlkampf 2011 durch die Volksabstimmungen vom 28. November 2010. Angenommen wurde die Volksinitiative zur Ausschaffung krimineller Ausländer, während der Gegenvorschlag der Behörden abgelehnt wurde. Das prägte ein national ausgerichtetes Grundklima, indem die Ausländer- und Identitätsfragen im Zentrum standen. Ganz im Zeichen dieses Umfeldes stand auch die Volksentscheidung vom 13. Februar 2011 über die Waffenschutzinitiative, die abgelehnt wurde. Am selben Tag entschieden die Berner Stimmberechtigten in einer Konsultativabstimmung, dass sich der Kanton für die Fortsetzung des Kernkraftwerkes Mühleberg einsetzen solle.
Abgelöst wurde dieses Grundklima durch die Naturkatastrophe in Japan, die über den Kernreaktorunfall in Fukushima weltweit ausstrahlte. Die Frage nach der Zukunft der Kernenergie rückte ins Zentrum des Interesses. Namentlich wurden die Ausbaupläne der Kernenergiebetreiber gestoppt. Die vorgesehene gesamtschweizerische Volksabstimmung im Jahre 2013 hierzu wurde auf unbestimmte Zeit verschoben. Bis im Sommer 2011 will der Bundesrat Szenarien zu den Konsequenzen eines Ausstiegs aus der Kernenergie vorlegen. Erste Analyse des Meinungsklimas und der Stimmabsichten bei den Zürcher Wahlen sprachen von einem Japan- oder «Fukushima-Effekt» zugunsten grüner und linker Parteien.

## Ergebnisse der Nationalratswahlen

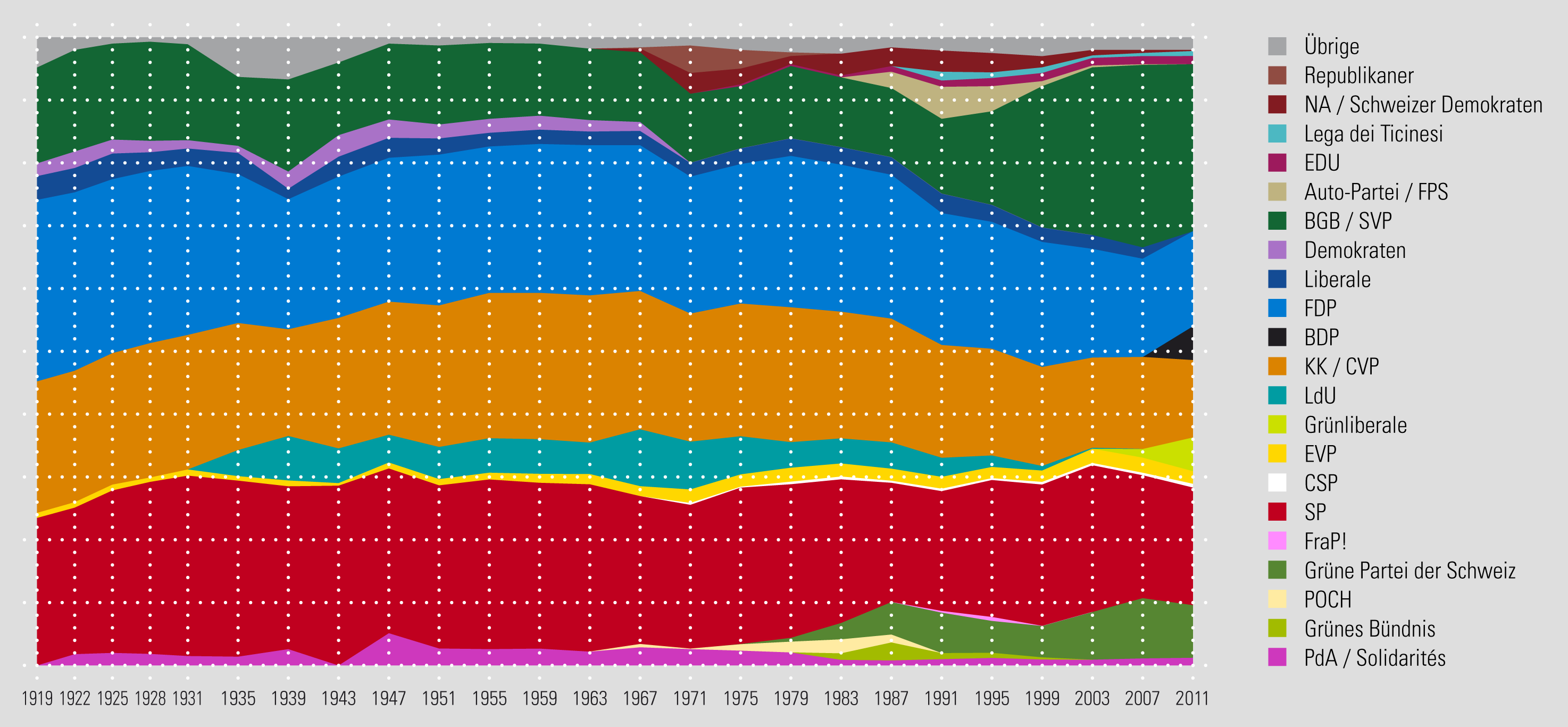
Entwicklung des Wähleranteils bei Nationalratswahlen

Aufgrund einer Informatikpanne in der Staatskanzlei des Kantons Waadts verzögerte sich die Bekanntgabe des nationalen Gesamtergebnisses. Es lag erst am Nachmittag des 24. Oktobers vor.

### Parteien, Stimmen, Sitze

Stärkste Partei nach Kanton und Sitzverteilung

Stärkste Partei nach Bezirk

Stärkste Partei nach Gemeinde

Resultate aus den Kantonen unter Schweizer Parlamentswahlen 2011/Resultate Nationalratswahlen
Anmerkung zu den Wählerzahlen: In den Mehrpersonenwahlkreisen (20 Kantone, welchen insgesamt 194 von 200 Sitzen zustehen) hat jeder Wähler so viele Stimmen, wie in seinem Kanton Sitze zu vergeben sind (im Kanton Zürich 34, im Kanton Jura 2). Diese Stimmen kann er an beliebige Kandidaten der sich zur Wahl stellenden Listen vergeben (Panaschieren). Eine Stimme für einen Kandidaten ist gleichzeitig eine Stimme für dessen Partei. Hat ein Wähler nicht alle seine Stimmen an Kandidierende vergeben, gehen diese Stimmen als sogenannte «Zusatzstimmen» an die von ihm gewählte Liste. Hat der Wähler keine Liste ausgewählt, sondern einen so genannten «Wahlzettel ohne Parteibezeichnung» verwendet, verfallen nicht benutzte Stimmen (sog. Leere Stimmen).
Um zu überkantonal vergleichbaren Ergebnissen zu kommen, wird hier die so genannte «Wählerzahl» verwendet. Diese erhält man, indem man die Stimmen durch die Anzahl der Sitze teilt. Weil aber ein Wähler seine Stimmen auf mehrere Parteien verteilen kann, entstehen Stimmenbruchteile. Bei den unten angegebenen ganzen Wählerzahlen handelt es sich daher um gerundete Werte. Diese stellen nicht mehr als eine statistische Fiktion dar. Im Kanton Aargau z. B., der 15 Mandate zu vergeben hat, kann ein «Wähler» auch aus 15 Personen bestehen, die je einen Kandidaten der betreffenden Partei auf ihrer Liste aufgeführt haben.
- Grüne: 15
- SP: 46
- EVP: 2
- GLP: 12
- CVP (inkl. CSP OW): 29
- BDP: 9
- FDP: 30
- MCG: 1
- Lega: 2
- SVP: 54

| Partei                                                                | Stimmen | % (+/−) | % (+/−)  | Sitze (+/−) | Sitze (+/−) |
| --------------------------------------------------------------------- | ------- | ------- | -------- | ----------- | ----------- |
| Schweizerische Volkspartei                                            | 641'106 | 26,60 % | −2,41 %  | 54          | −8          |
| Sozialdemokratische Partei                                            | 450'693 | 18,70 % | −0,85 %  | 46          | +3          |
| FDP.Die Liberalen                                                     | 364'704 | 15,13 % | 1-2,46 % | 30          | 1-5         |
| Christlichdemokratische Volkspartei                                   | 296'350 | 12,30 % | −2,18 %  | 28          | −3          |
| Grüne Partei der Schweiz                                              | 203'447 | 8,44 %  | −1,15 %  | 15          | −5          |
| Bürgerlich-Demokratische Partei                                       | 130'878 | 5,43 %  | +5,43 %  | 9           | +9          |
| Grünliberale Partei                                                   | 130'041 | 5,40 %  | +3,96 %  | 12          | +9          |
| Evangelische Volkspartei                                              | 48'259  | 2,00 %  | −0,44 %  | 2           | 0           |
| Eidgenössisch-Demokratische Union                                     | 30'340  | 1,26 %  | −0,02 %  | 0           | −1          |
| Alternative Linke/Alternative Liste/Partei der Arbeit/solidaritéS     | 28'861  | 1,20 %  | −0,12 %  | 0           | −1          |
| Lega dei Ticinesi                                                     | 18'956  | 0,79 %  | +0,22 %  | 2           | +1          |
| Piratenpartei                                                         | 11'616  | 0,48 %  | +0,48 %  |             |             |
| Mouvement citoyens romands                                            | 10'555  | 0,44 %  | +0,32 %  | 1           | +1          |
| Christlichsoziale Partei Obwalden                                     | 8'896   | 0,37 %  | +0,37 %  | 1           | +1          |
| Christlich-soziale Partei Schweiz                                     | 6'416   | 0,27 %  | −0,17 %  | 0           | −1          |
| Schweizer Demokraten                                                  | 4'838   | 0,20 %  | −0,33 %  |             |             |
| parteifrei.ch (BS, BE, FR, LU, SO, ZH)                                | 4'602   | 0,19 %  | +0,19 %  |             |             |
| Tierpartei Schweiz (BE, LU, SO, ZH)                                   | 3'558   | 0,15 %  | +0,15 %  |             |             |
| MontagnaViva (TI)                                                     | 1'936   | 0,08 %  | +0,08 %  |             |             |
| Sozial-Liberale Bewegung (AG, BE)                                     | 1'851   | 0,08 %  | +0,08 %  |             |             |
| Jimy Hofer plus (BE)                                                  | 1'430   | 0,06 %  | +0,06 %  |             |             |
| Alpenparlament (BE)                                                   | 1'409   | 0,06 %  | 2-0,06 % |             |             |
| Konfessionslose.ch – Liste für die Trennung von Kirche und Staat (ZH) | 1'270   | 0,05 %  | +0,05 %  |             |             |
| Partei National Orientierter Schweizer (BE, VD)                       | 1'198   | 0,05 %  | +0,05 %  |             |             |
| Verdi liberali democratici della Svizzera italiana 3 (TI)             | 1'137   | 0,05 %  | +0,05 %  |             |             |
| Volksaktion gegen zuviele Ausländer und Asylanten (BS)                | 810     | 0,03 %  | −0,00 %  |             |             |
| La Gauche combative (GE)                                              | 780     | 0,03 %  | −0,00 %  |             |             |
| Les Rauraques (Junge Jura-Separatisten, BE)                           | 682     | 0,03 %  | +0,03 %  |             |             |
| Rafforzare le famiglie 4 (TI)                                         | 305     | 0,01 %  | +0,01 %  |             |             |
| Svizzera Italiana (TI)                                                | 278     | 0,01 %  | +0,01 %  |             |             |
| Alliance BLEUE contre le vol autorisé des assurances-maladie 5 (GE)   | 256     | 0,01 %  | +0,01 %  |             |             |
| Schweizerische Narrenpartei – Die wenigstens Ehrlichen (ZH)           | 251     | 0,01 %  | +0,01 %  |             |             |
| Integrale Politik (FR)                                                | 218     | 0,01 %  | +0,01 %  |             |             |
| Unabhängige Bürger-Bewegung (FR)                                      | 194     | 0,01 %  | −0,00 %  |             |             |
| Freistaat Unteres Kleinbasel (BS)                                     | 180     | 0,01 %  | +0,01 %  |             |             |
| Anti PowerPoint Partei (ZH)                                           | 141     | 0,01 %  | +0,01 %  |             |             |
| Subitas (Nachfolger der «Männer-Partei», ZH)                          | 59      | 0,00 %  | −0,03 %  |             |             |
| Vereinzelte Stimmen in Einpersonenwahlkreisen                         | 1'624   | 0,07 %  | −0,05 %  |             |             |

### Wähleranteile in den Kantonen (mit mehreren Sitzen)
Wählerzahlen, Prozente kleinerer Parteien und Namen der Gewählten unter Schweizer Parlamentswahlen 2011/Resultate Nationalratswahlen
| Kanton           | SVP    | SP     | FDP    | CVP    | Grüne  | glp    | BDP    | EVP   | EDU   | ALCH (PdA, Sol, AL) |
| ---------------- | ------ | ------ | ------ | ------ | ------ | ------ | ------ | ----- | ----- | ------------------- |
| Aargau           | 34,8 % | 18,0 % | 11,5 % | 10,6 % | 7,3 %  | 5,7 %  | 6,1 %  | 3,2 % | 1,2 % |                     |
| Basel-Landschaft | 26,9 % | 24,4 % | 11,5 % | 8,2 %  | 13,6 % | 5,0 %  | 6,4 %  | 3,3 % |       |                     |
| Basel-Stadt      | 16,5 % | 29,1 % | 19,1 % | 6,5 %  | 13,4 % | 5,8 %  | 2,2 %  | 2,5 % | 0,5 % |                     |
| Bern             | 29,0 % | 19,3 % | 8,7 %  | 2,1 %  | 9,4 %  | 5,3 %  | 14,9 % | 4,2 % | 3,1 % | 0,8 %               |
| Freiburg         | 21,4 % | 26,7 % | 12,8 % | 20,3 % | 5,0 %  | 3,5 %  | 1,9 %  | 0,7 % | 0,7 % |                     |
| Genf             | 16,0 % | 19,1 % | 18,6 % | 9,8 %  | 14,0 % | 3,2 %  |        | 1,0 % |       | 6,5 %               |
| Graubünden       | 24,5 % | 15,6 % | 11,9 % | 16,6 % | 2,2 %  | 8,3 %  | 20,5 % |       | 0,5 % |                     |
| Jura             | 15,5 % | 30,8 % | 9,5 %  | 33,2 % | 11,0 % |        |        |       |       |                     |
| Luzern           | 25,1 % | 11,5 % | 18,4 % | 27,1 % | 8,3 %  | 6,1 %  | 2,1 %  | 0,7 % |       |                     |
| Neuenburg        | 21,4 % | 24,7 % | 26,9 % | 3,5 %  | 11,7 % |        | 1,5 %  |       |       | 10,4 %              |
| Schaffhausen     | 39,9 % | 34,6 % | 12,3 % | 5,2 %  |        |        |        |       | 3,8 % | 4,3 %               |
| Schwyz           | 38,0 % | 15,7 % | 17,4 % | 20,6 % | 3,8 %  |        | 3,4 %  | 1,1 % |       |                     |
| Solothurn        | 24,3 % | 18,3 % | 18,4 % | 17,9 % | 7,5 %  | 5,0 %  | 4,4 %  | 1,5 % | 0,5 % |                     |
| St. Gallen       | 31,5 % | 16,7 % | 12,3 % | 20,3 % | 6,4 %  | 6,0 %  | 3,8 %  | 1,8 % | 1,2 % |                     |
| Tessin           | 9,7 %  | 16,6 % | 24,8 % | 20,0 % | 6,7 %  |        |        |       | 1,2 % |                     |
| Thurgau          | 38,7 % | 12,1 % | 11,2 % | 14,4 % | 7,0 %  | 5,2 %  | 5,0 %  | 2,9 % | 3,5 % |                     |
| Waadt            | 22,9 % | 25,2 % | 22,0 % | 4,6 %  | 11,6 % | 5,1 %  | 0,8 %  | 1,1 % | 1,1 % | 3,9 %               |
| Wallis           | 19,8 % | 14,3 % | 18,9 % | 40,0 % | 5,0 %  |        | 0,6 %  |       |       | 0,7 %               |
| Zug              | 28,3 % | 5,3 %  | 19,2 % | 24,3 % | 15,4 % | 6,8 %  |        |       |       |                     |
| Zürich           | 29,8 % | 19,3 % | 11,6 % | 5,0 %  | 8,4 %  | 11,5 % | 5,3 %  | 3,1 % | 2,2 % | 1,3 %               |
| Schweiz          | 26,6 % | 18,7 % | 15,1 % | 12,3 % | 8,4 %  | 5,4 %  | 5,4 %  | 2,0 % | 1,3 % | 1,2 %               |

### Sitzverteilung in den Kantonen
Die Namen der Gewählten unter Schweizer Parlamentswahlen 2011/Resultate Nationalratswahlen
| Kanton                 | Total | SVP | SVP | SP | SP | FDP 5 | FDP 5 | CVP 6 | CVP 6 | Grüne | Grüne | glp | glp | BDP | BDP | EVP | EVP | Lega | Lega | MCR | MCR | CSP | CSP | EDU | EDU | PdA/AL | PdA/AL |
| ---------------------- | ----- | --- | --- | -- | -- | ----- | ----- | ----- | ----- | ----- | ----- | --- | --- | --- | --- | --- | --- | ---- | ---- | --- | --- | --- | --- | --- | --- | ------ | ------ |
| Aargau                 | 15    | 6   |     | 3  |    | 2     |       | 1     | −2    | 1     |       | 1   | +1  | 1   | +1  |     |     |      |      |     |     |     |     |     |     |        |        |
| Appenzell Ausserrhoden | 1     |     |     |    |    | 1     |       |       |       |       |       |     |     |     |     |     |     |      |      |     |     |     |     |     |     |        |        |
| Appenzell Innerrhoden  | 1     |     |     |    |    |       |       | 1     |       |       |       |     |     |     |     |     |     |      |      |     |     |     |     |     |     |        |        |
| Basel-Landschaft       | 7     | 2   |     | 2  |    | 1     |       | 1     |       | 1     |       |     |     |     |     |     |     |      |      |     |     |     |     |     |     |        |        |
| Basel-Stadt            | 5     | 1   |     | 2  |    | 1     |       | 1     | +1    | 0     | −1    |     |     |     |     |     |     |      |      |     |     |     |     |     |     |        |        |
| Bern                   | 26    | 8   | −2  | 6  |    | 2     | −2    |       | −1    | 3     |       | 2   | +2  | 4   | +4  | 1   |     |      |      |     |     |     |     | 0   | −1  |        |        |
| Freiburg               | 7     | 1   |     | 3  | +1 | 1     |       | 2     |       |       |       |     |     |     |     |     |     |      |      |     |     | 0   | −1  |     |     |        |        |
| Genf                   | 11    | 2   |     | 3  |    | 2     | −1    | 1     |       | 2     |       |     |     |     |     |     |     |      |      | 1   | +1  |     |     |     |     |        |        |
| Glarus                 | 1     |     |     | 0  | −1 |       |       |       |       |       |       |     |     | 1   | +1  |     |     |      |      |     |     |     |     |     |     |        |        |
| Graubünden             | 5     | 1   | −1  | 1  |    | 0     | −1    | 1     |       |       |       | 1   | +1  | 1   | +1  |     |     |      |      |     |     |     |     |     |     |        |        |
| Jura                   | 2     | 0   | −1  | 1  |    |       |       | 1     | +1    |       |       |     |     |     |     |     |     |      |      |     |     |     |     |     |     |        |        |
| Luzern                 | 10    | 2   | −1  | 1  |    | 2     |       | 3     |       | 1     |       | 1   | +1  |     |     |     |     |      |      |     |     |     |     |     |     |        |        |
| Neuenburg              | 5     | 1   |     | 1  |    | 2     |       |       |       | 1     |       |     |     |     |     |     |     |      |      |     |     |     |     |     |     |        |        |
| Nidwalden              | 1     | 1   | +1  |    |    | 0     | −1    |       |       |       |       |     |     |     |     |     |     |      |      |     |     |     |     |     |     |        |        |
| Obwalden               | 1     | 0   | −1  |    |    |       |       | 1     | +1    |       |       |     |     |     |     |     |     |      |      |     |     |     |     |     |     |        |        |
| Schaffhausen           | 2     | 1   |     | 1  |    |       |       |       |       |       |       |     |     |     |     |     |     |      |      |     |     |     |     |     |     |        |        |
| Schwyz                 | 4     | 1   | −1  | 1  |    | 1     | +1    | 1     |       |       |       |     |     |     |     |     |     |      |      |     |     |     |     |     |     |        |        |
| Solothurn              | 7     | 2   |     | 2  | +1 | 1     |       | 2     |       | 0     | −1    |     |     |     |     |     |     |      |      |     |     |     |     |     |     |        |        |
| St. Gallen             | 12    | 4   | −1  | 2  |    | 1     |       | 3     |       | 1     |       | 1   | +1  |     |     |     |     |      |      |     |     |     |     |     |     |        |        |
| Tessin                 | 8     | 1   | +1  | 1  | −1 | 2     | −1    | 2     |       |       |       |     |     |     |     |     |     | 2    | +1   |     |     |     |     |     |     |        |        |
| Thurgau                | 6     | 3   |     | 1  |    |       | −1    | 1     |       |       |       | 1   | +1  |     |     |     |     |      |      |     |     |     |     |     |     |        |        |
| Uri                    | 1     |     |     |    |    | 1     |       |       |       |       |       |     |     |     |     |     |     |      |      |     |     |     |     |     |     |        |        |
| Waadt                  | 18    | 4   | −1  | 6  | +2 | 4     |       | 1     |       | 2     | −1    | 1   | +1  |     |     |     |     |      |      |     |     |     |     |     |     | 0      | −1     |
| Wallis                 | 7     | 1   |     | 2  | +1 | 1     |       | 3     | −1    |       |       |     |     |     |     |     |     |      |      |     |     |     |     |     |     |        |        |
| Zug                    | 3     | 1   |     |    |    | 1     | +1    | 1     |       | 0     | −1    |     |     |     |     |     |     |      |      |     |     |     |     |     |     |        |        |
| Zürich                 | 34    | 11  | −1  | 7  |    | 4     |       | 2     | −1    | 3     | −1    | 4   | +1  | 2   | +2  | 1   |     |      |      |     |     |     |     |     |     |        |        |
| Schweiz                | 200   | 54  | −8  | 46 | +3 | 30    | −5    | 29    | −2    | 15    | −5    | 12  | +9  | 9   | +9  | 2   | ±0  | 2    | +1   | 1   | +1  | 0   | −1  | 0   | −1  | 0      | −1     |

### Abgewählte
- Aargau: Esther Egger-Wyss (CVP)
- Basel-Landschaft: Christian Miesch (SVP)
- Basel-Stadt: Anita Lachenmeier-Thüring (Grüne)
- Bern: Andreas Brönnimann (EDU), Norbert Hochreutener (CVP), Peter Flück (FDP), Thomas Fuchs (SVP), Jean-Pierre Graber (SVP), Ricardo Lumengo (SLB)
- Freiburg: Marie-Thérèse Weber-Gobet (CSP)
- Genf: André Reymond (SVP)
- Graubünden: Tarzisius Caviezel (FDP)
- Jura: Dominique Baettig (SVP)
- Luzern: Pius Segmüller (CVP)
- Neuenburg: Sylvie Perrinjaquet (FDP)
- Obwalden: Christoph von Rotz (SVP)
- Solothurn: Brigit Wyss (Grüne)
- St. Gallen: Elmar Bigger (SVP)
- Waadt: Alice Glauser-Zufferey (SVP)
- Wallis: Roberto Schmidt (CVP), Paul-André Roux (CVP)
- Zug: Josef Lang (Grüne), Marcel Scherer (SVP)
- Zürich: Marlies Bänziger (GPS), Urs Hany (CVP), Katharina Prelicz-Huber (Grüne), Ernst Schibli (SVP), Ulrich Schlüer (SVP)

### Neugewählte
- Aargau: Yvonne Feri (SP), Beat Flach (glp), Bernhard Guhl (BDP), Hansjörg Knecht (SVP), Maximilian Reimann (SVP), Cédric Wermuth (SP)
- Appenzell Ausserrhoden: Andrea Caroni (FDP)
- Appenzell Innerrhoden: Daniel Fässler (CVP)
- Basel-Landschaft: Thomas de Courten (SVP), Daniela Schneeberger (FDP)
- Basel-Stadt: Markus Lehmann (CVP)
- Bern: Matthias Aebischer (SP), Adrian Amstutz (SVP), Kathrin Bertschy (glp), Urs Gasche (BDP), Jürg Grossen (glp), Lorenz Hess (BDP), Nadja Pieren (SVP), Albert Rösti (SVP), Regula Rytz (Grüne), Alexander Tschäppät (SP)
- Freiburg: Christine Bulliard-Marbach (CVP), Valérie Piller Carrard (SP)
- Genf: Céline Amaudruz (SVP), Mauro Poggia (MCR), Manuel Tornare (SP)
- Graubünden: Heinz Brand (SVP), Martin Candinas (CVP), Josias Gasser (glp), Silva Semadeni (SP)
- Jura: Pierre-Alain Fridez (SP), Jean-Paul Gschwind (CVP)
- Luzern: Roland Fischer (glp), Leo Müller (CVP), Albert Vitali (FDP)
- Neuenburg: Alain Ribaux (FDP)
- Nidwalden: Peter Keller (SVP)
- Obwalden: Karl Vogler (CSP OW)
- Schwyz: Alois Gmür (CVP), Petra Gössi (FDP)
- Solothurn: Philipp Hadorn (SP), Stefan Müller-Altermatt (CVP), Urs Schläfli-Kocher (CVP)
- St. Gallen: Barbara Gysi (SP), Margrit Kessler (glp), Markus Ritter (CVP)
- Tessin: Roberta Pantani (Lega), Fabio Regazzi (CVP), Marco Romano (CVP) 5, Pierre Rusconi (SVP)
- Thurgau: Thomas Böhni (glp), Markus Hausammann (SVP), Christian Lohr (CVP)
- Waadt: Cesla Amarelle (SP), Isabelle Chevalley (glp), Olivier Feller (FDP), Fathi Derder (FDP), Jean Christophe Schwaab (SP)
- Wallis: Yannick Buttet (CVP), Mathias Reynard (SP)
- Zug: Thomas Aeschi (SVP), Bruno Pezzatti (FDP)
- Zürich: Jacqueline Badran (SP), Christoph Blocher (SVP), Hans Egloff (SVP), Balthasar Glättli (Grüne), Thomas Hardegger (SP), Thomas Maier (glp), Martin Naef (SP), Rosmarie Quadranti (BDP), Lothar Ziörjen (BDP)

## Ergebnisse der Ständeratswahlen

### Sitzverteilung
- Grüne: 2
- SP: 11
- GLP: 2
- CVP: 13
- BDP: 1
- FDP: 11
- SVP: 5
- Sonst.: 1

Detaillierte Ergebnisse mit Stimmen aller Kandidierenden in den Kantonen unter Resultate der Ständeratswahlen (2011–2015).
| Partei    | Wahlen 2011 | Stand Ende Legislatur 2007–2011 | Wahlen 2007 |
| --------- | ----------- | ------------------------------- | ----------- |
| CVP       | 13          | 14                              | 15          |
| FDP       | 11          | 12                              | 12          |
| SP        | 11          | 8                               | 9           |
| SVP       | 5           | 7                               | 7           |
| Grüne     | 2           | 2                               | 2           |
| GLP       | 2           | 2                               | 1           |
| BDP       | 1           | 1                               | 0           |
| parteilos | 1           | 0                               | 0           |

### Gewählte Ständerätinnen und Ständeräte
Detaillierte Ergebnisse mit Stimmen aller Kandidierenden unter Resultate der Ständeratswahlen (2011–2015).
| Kanton                 | 1. Ständeratssitz                   | 2. Ständeratssitz                        |
| ---------------------- | ----------------------------------- | ---------------------------------------- |
| Aargau                 | Pascale Bruderer, SP (neu)          | Christine Egerszegi-Obrist, FDP (bisher) |
| Appenzell Ausserrhoden | Hans Altherr, FDP (bisher)          | nur 1 Sitz                               |
| Appenzell Innerrhoden  | Ivo Bischofberger, CVP (bisher)     | nur 1 Sitz                               |
| Basel-Landschaft       | Claude Janiak, SP (bisher)          | nur 1 Sitz                               |
| Basel-Stadt            | Anita Fetz, SP (bisher)             | nur 1 Sitz                               |
| Bern                   | Werner Luginbühl, BDP (bisher)      | Hans Stöckli, SP (neu)                   |
| Freiburg               | Alain Berset, SP (bisher)           | Urs Schwaller, CVP (bisher)              |
| Genf                   | Liliane Maury Pasquier, SP (bisher) | Robert Cramer, GPS (bisher)              |
| Glarus                 | This Jenny, SVP (bisher)            | Pankraz Freitag, FDP (bisher)            |
| Graubünden             | Stefan Engler, CVP (neu)            | Martin Schmid, FDP (neu)                 |
| Jura                   | Claude Hêche, SP (bisher)           | Anne Seydoux-Christe, CVP (bisher)       |
| Luzern                 | Konrad Graber, CVP (bisher)         | Georges Theiler, FDP (neu)               |
| Neuenburg              | Didier Berberat, SP (bisher)        | Raphaël Comte, FDP (bisher)              |
| Nidwalden              | Paul Niederberger, CVP (bisher)     | nur 1 Sitz                               |
| Obwalden               | Hans Hess, FDP (bisher)             | nur 1 Sitz                               |
| Schaffhausen           | Hannes Germann, SVP (bisher)        | Thomas Minder, parteilos (neu)           |
| Schwyz                 | Alex Kuprecht, SVP (bisher)         | Peter Föhn, SVP (neu)                    |
| Solothurn              | Roberto Zanetti, SP (bisher)        | Pirmin Bischof, CVP (neu)                |
| St. Gallen             | Karin Keller-Sutter, FDP (neu)      | Paul Rechsteiner, SP (neu)               |
| Tessin                 | Filippo Lombardi, CVP (bisher)      | Fabio Abate, FDP (neu)                   |
| Thurgau                | Roland Eberle, SVP (neu)            | Brigitte Häberli-Koller, CVP (neu)       |
| Uri                    | Isidor Baumann, CVP (neu)           | Markus Stadler, glp (bisher)             |
| Waadt                  | Géraldine Savary, SP (bisher)       | Luc Recordon, GPS (bisher)               |
| Wallis                 | Jean-René Fournier, CVP (bisher)    | René Imoberdorf, CVP (bisher)            |
| Zug                    | Joachim Eder, FDP (neu)             | Peter Bieri, CVP (bisher)                |
| Zürich                 | Felix Gutzwiller, FDP (bisher)      | Verena Diener, glp (bisher)              |